# Rakuunat Lappeenranta

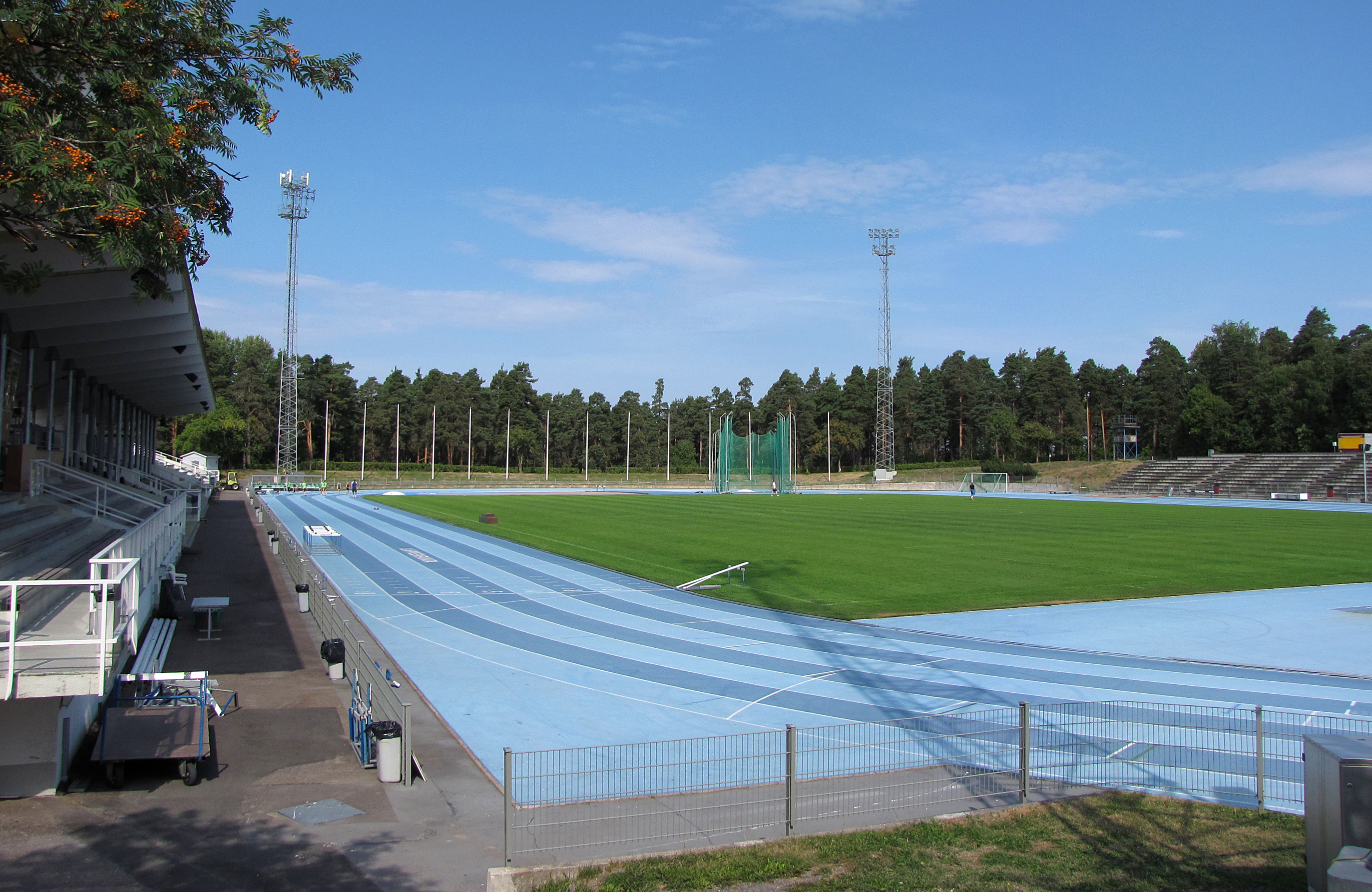
Kimpinenstadion

Rakuunat Lappeenranta was een Finse voetbalclub. De club is opgericht in 1994 en speelde haar thuiswedstrijden in het stadion Kimpinen in Lappeenranta. In 2009 werd de club opgeheven. De naam Rakuunat betekent dragonders en verwees naar het verleden van Lappeenranta als garnizoensstad.

## Geschiedenis
Rakuunat Lappeenranta werd opgericht in 1994. De club begon de voetballen op het derde niveau, de Kakkonen. In hun debuutjaar werden ze meteen kampioen van hun Kakkonen afdeling, waarmee promotie naar de Ykkönen meteen bewerkstelligd was. Na twee seizoen in de Ykkönen gespeeld te hebben volgde er een degradatie naar de Kakkonen. In 1999 eindigde Rakuunat wederom als eerste van hun Kakkonen afdeling en mochten ze weer uitkomen in de Ykkönen, waar de club tot 2008 bleef spelen. In 2001 was de club dicht bij promotie naar de Veikkausliiga met een tweede plaats in de competitie, maar het promotie/degradatieduel om een plaats in de Veikkausliiga ging verloren. In 2008 degradeerde de club naar de Kolmonen om een jaar later te worden opgeheven.

## Erelijst
- geen

## Clublied
Het clublied dat in het stadion gedraaid werd heet RakuunaRock en is, zoals de naam al doet vermoeden een rocknummer, waarin de club 1 minuut en 48 seconden werd toegezongen.